# F.C. Boldsen
Frederik Christian Boldsen (22. januar 1877 i Oplev – 31. januar 1954 på Gentofte Amtssygehus) var en dansk sagfører og grundlægger af KAB, der spillede en væsentlig rolle i boligsagen omkring 1. verdenskrig.

## Virke
F.C. Boldsen blev født 1877 i Oplev ved Aalborg i et gårdejerhjem. Han blev cand.jur. 1897, og 1902-11 virkede han som sagfører i Randers.
I 1904 etablerede han landets første udstykningsforening, der deltog i oprettelsen af ca. 250 husmandsbrug, og 1912 stiftede han Dansk Haveboligforening under inspiration fra Ebenezer Howards havebykoncept.
Han blev medlem af kontrolkomitéen for Jydsk Land-Hypothekforening 1905-16, formand for Randers Ligningskommission 1906-07, fra 1906-17 juridisk direktør i Folkebanken for Rougsø og Sønderhald Herreder, fra 1907 medstifter af Danske Grundejeres Brandforsikring G/S, i 1912 leder af Dansk Havebolig Forening og i 1919 direktør for Fællesorganisationen af almennyttige danske Boligselskaber.
I 1920 grundlagde Boldsen KAB – Københavns Almindelige Boligselskab, som han var direktør for til 1945. Han skabte Studiebyen – et villa- og rækkehuskvarter med arbejderboliger i Hellerup. Studiebyen er i dag et attraktivt sted, hvor datidens bedste arkitekter boltrede sig med en mangfoldighed af hustyper som resultat.
Boldsen hørte til en kreds af velstillede borgere, som ville hjælpe arbejderne til anstændige og tidssvarende boligforhold. Boldsen var ikke en del af arbejderbevægelsen, men han var optaget af at skaffe arbejderen et hus med have i forlængelse af lægerne Emil Hornemanns og F.F. Ulriks indsats med Arbejdernes Byggeforening fra 1865.
Derved afveg hans ambition fra lederen af AAB – Arbejdernes Andels-Boligforening - Jens Christian Jensen, der fra 1912 primært opførte lejlighedskomplekser. Jensen så borgerskabets forsøg på at give den mest velstillede del af arbejderklassen en parcel med hus og have som et forsøg på at borgerliggøre arbejderklassen. Problemet var, at både Arbejdernes Byggeforenings og KAB's model betød, at arbejderen kom til enten at eje sit hus eller tjene en lille formue. Altså var der stadig profitinteresser knyttet til boligen, hvilket AAB ville undgå fuldstændigt.
Boldsen havde et væld af tillidsposter i bygge- og boligverdenen. Han var bl.a. medlem af Boligkommissionen af 1916, initiativtager i 1919 til stiftelsen af Fællesorganisationen af almennyttige danske Boligselskaber (FO) og til grundlæggelsen af Københavns Huslejeforening. Han var desuden formand for FO 1919-22 og medstifter af Byggesocietetet for Danmark 1937. Sluttelig var han medlem af det udvalg under Indenrigsministeriet, der i 1945 afgav betænkning om efterkrigstidens boligforhold.
Han var desuden med i Indenrigsministeriets Arbejdsudvalg (for Boligsager) 1917, tilforordnet af Indenrigsministeriet i Boligudvalget 1922 og Byggekontrolnævnet 1925, medlem af Kredit- og Hypothekforeningskommissionen 1955, formand i bestyrelsen for A/S Dansk Pressefabrik 1918-56 og for Byggesocietetet for Danmark 1937-45, medlem af Byggenævnet 1940, af Indenrigsministeriets Byggeudvalg 1940, af Licitationskornmissionen 1944, af styrelserne for internationale bolig- og byplansammenslutninger fra 1923 og 1929 og vicepræsident i International Federation for Housing and Town Planning 1937-45, derefter medlem af dens Council. Medlem af direktionen for Forsikringsselskabet Samvirke 1914-28.
Op til 2. verdenskrig kom Boldsen i modvind, fordi han var kritisk over for parlamentarismen. Han samarbejder ikke med den tyske besættelsesmagt under Besættelsen, men må alligevel forlade direktørposten i KAB i 1945. Han var adm. direktør fra 1955 i A/S Stabilia og fra 1957 i A/S Dansk Financia. Han blev Ridder af Dannebrog i 1920.

## Kunstsamler
Privatmennesket Boldsen var kunstelsker og benyttede sin voksende formue til at investere i kunst, der efterhånden blev en betydelig samling med bl.a. værker af L.A. Ring.  Han var næstformand for Foreningen af Kunstvenner. Privat boede Boldsen på Rosenvængets Hovedvej 6 i Rosenvænget.
Han er begravet på Bispebjerg Kirkegård.

## Skriftlige arbejder
- Haveboliger i Danmark, 1912.
- Nutidens og Fremtidens Husmandsbrug i Danmark og vore Nabolande, København: G.E.C. Gads Forlag 1916.
- Studiebyens Huse. Tegning og Beskrivelse af 104 Enkelt-, Dobbelt-, og Rækkehuse i Hellerup, Københavns Almindelige Boligselskab 1924.
- Kortfristede Laan i faste Ejendomme, 1926.
- Aabenhjertige Breve om Bygge- og Boligforhold, København: G.E.C. Gads Forlag 1927.
- Aarbog for Bygge- og Boligvæsen (1929-33)
- Værdifaste Kapitalanlæg (1936)
- Rationelle Finansieringsformer vedrørende Boligbyggeri (1938)
- Et dansk Boligselskabs Historie 1920-1945 (KAB's jubilæumsskrift)